# ینس توت
ینس توت (به آلمانی: Jens Todt) بازیکن فوتبال و هافبک اهل آلمان است که از سال ۱۹۹۴ میلادی عضو تیم ملی فوتبال آلمان بوده‌است. وی در ۳ بازی ملی حضور داشته است و آخرین بازی ملی خود را در سال ۱۹۹۵ میلادی انجام داد. ینس توت در بازی‌های ملی‌اش گلی به ثمر نرساند.
وی سابقه حضور در باشگاه فوتبال اشتوگارت را در کارنامه خود دارد.